# نوتركي (ديناران)
نوترکي (بالفارسية: نوترکی) هي قرية تقع في إيران في قسم دیناران الريفي. يقدر عدد سكانها بـ 22 نسمة بحسب إحصاء 2016.